# Vuonoviken
Vuonoviken este o arie protejată (arie specială de conservare — SAC, sit de importanță comunitară — SCI) din Suedia întinsă pe o suprafață de 4 ha, integral pe uscat.

## Localizare
Centrul sitului Vuonoviken este situat la coordonatele 65°48′59″N 24°02′07″E / 65.8165°N 24.0353°E.

## Înființare
Situl Vuonoviken a fost declarat sit de importanță comunitară în iunie 2001 pentru a proteja 2 specii de plante. Situl a fost protejat și ca arie specială de conservare în martie 2011.

## Biodiversitate
Situată în ecoregiunile boreală și marină baltică, aria protejată conține 2 habitate naturale: Pășuni de coastă din Baltica boreală, Păduri naturale în etape succesive primare ale suprafețelor emergente de coastă.
La baza desemnării sitului se află mai multe specii protejate de  plante (2): Arctophila fulva, Persicaria foliosa.